# Crangonyx richmondensis
Crangonyx richmondensis är en kräftdjursart som beskrevs av Ellis 1940. Crangonyx richmondensis ingår i släktet Crangonyx och familjen Crangonyctidae.

## Underarter
Arten delas in i följande underarter:
- C. r. occidentalis
- C. r. richmondensis
- C. r. laurentianus